# Drapeau de la république socialiste soviétique autonome de Mordovie
Le drapeau de la République socialiste soviétique autonome de Mordovie a été adopté en 1954 par le gouvernement de la République socialiste soviétique autonome de Mordovie. Le drapeau est identique au drapeau de la République socialiste fédérative soviétique de Russie.

## Histoire

### Première version
Le premier Congrès des Soviets de la RSSA de Mordovie du 22 au 27 décembre 1934 approuva le drapeau de la RSSA de Mordovie par un décret du 27 décembre :

« Le drapeau d'état de la RSSA de Mordovie consiste en un tissu rouge ou pourpre, dans le coing supérieur gauche se trouve une faucille d'or et un marteau placés en travers avec les manches vers le bas. Au-dessus du marteau et de la faucille, l'inscription "MASSR" en lettres d'or. L'inscription dans le coin supérieur droit : “Prolétaires de tous les pays, unissez-vous !” En Mokcha, Erzya et Russe. Le rapport de la largeur du drapeau sur la longueur est de 1:2. »

— Décret sur le Drapeau d'État de la RSSA de Mordovie (1934).

### Deuxième version
Le 30 août 1937, le 2e Congrès Extraordinaire des Conseils de la RSSA de Mordovie a adopté la Constitution de la RSSA. Le drapeau de la RSSA mordovienne était décrit à l'article 111, il s'agissait d'un tissu rouge avec des inscriptions dorées "RSFSR" et "Mordovian ASSR mordovienne" en russe, Erzya et Mokcha.

### Troisième version
Après que le nouveau drapeau de la RSFSR changea en 1954, le drapeau de la RSSA mordovienne a également changé la même année.
La 9e session extraordinaire du Conseil suprême de la RSSA de Mordovie de la 9e convocation, a adopté une nouvelle Constitution de la RSSA de Mordovie le 30 mai 1978. Le drapeau, qui était décrit dans l'article 158 de la constitution, est resté inchangé. Par le Décret du Conseil Suprême de la RSSA de Mordovie, la Loi sur le drapeau de la RSSA de Mordovie a été introduit, légèrement modifiée par la loi du 3 juin 1981.

## Lors de la RSS de Mordovie
Le 7 décembre 1990, le gouvernement de la RSSA de Mordovie a adopté la Déclaration sur le statut juridique de la Mordovie, qui a changé le statut de la république de RSSA en RSS. De 1990 à 1995, date de l'introduction du nouveau drapeau de la Mordovie, la RSS de Mordovie utilise son ancien drapeau, mais l'inscription « ASSR » est remplacée par « SSR ».

27 décembre 1934 - 30 août 1937
30 août 1937 - 1954
1954 - 7 décembre 1990
7 décembre 1990 (en tant que RSS mordovienne) - 30 mars 1995 (adoption du Drapeau de la Mordovie).